# Klimatologi

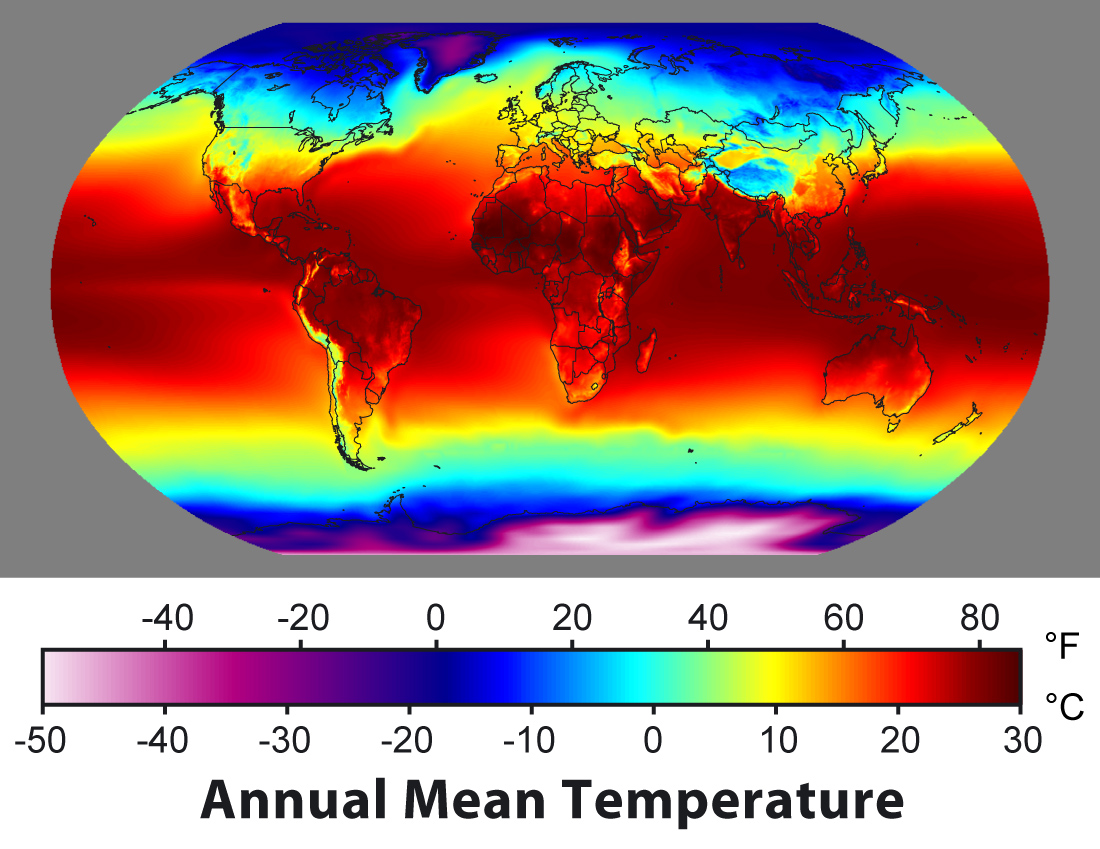
Årsmedeltemperatur

Klimatologi är läran om klimatet, dess orsaker och fenomen - "vädrets statistik". Klimatologin sorterar främst under ämnena geologi, naturgeografi, geovetenskap och meteorologi. En klimatologs huvudsakliga arbete är att beskriva och förklara fysikaliska egenskaper i atmosfären, exempelvis temperatur, moln, vind och nederbörd inom vissa områdena. 
I motsats till meteorologi, som fokuserar på korttidseffekter och som högst bygger vädersystem på upp till fem veckor, så fokuserar klimatologi på frekvensen och trenderna i dessa system. Här studerar man väderlekens periodiciteten under år eller till och med årtusenden. Man studerar också den långsiktiga trenden hos vädrets dynamik i förhållande till atmosfäriska förhållanden. Klimatologi studerar väderförändringar över tid såväl lokalt som regionalt och globalt. Detta omfattar naturliga såväl som mänskligt inducerade klimatförändringar. Klimatologi studerar historiska förändringar för att kunna förutsäga framtida klimatförändringar.
Fenomen såsom orkaner, tornador, jetströmmar, åskväder och global uppvärmning samt dessas följder är några av de mest uppmärksammade områdena inom klimatologin.
De senaste årtiondena, när frågor om människans påverkan på jordens klimat varit på agendan, har vetenskapsgrenen utvecklats snabbt. Det går att utbilda sig till klimatolog inom geovetenskap med specialisering mot naturgeografi på flera universitet.